# Aleyrodes hyperici
Aleyrodes hyperici là một loài côn trùng cánh nửa trong họ Aleyrodidae, phân họ Aleyrodinae.
Aleyrodes hyperici được Corbett miêu tả khoa học đầu tiên năm 1926.